# Ellis E. Patterson
Ellis Ellwood Patterson (ur. 28 listopada 1897 w Yuba City, zm. 25 sierpnia 1985 w Los Angeles) – amerykański polityk, członek Partii Demokratycznej.

## Działalność polityczna
Od 1932 do 1938 zasiadał w Zgromadzeniu Stanowym Kalifornii. Następnie od 2 stycznia 1939 do 4 stycznia 1943 był zastępcą gubernatora Kalifornii Culberta Olsona. W okresie od 3 stycznia 1945 do 3 stycznia 1947 przez jedną kadencję był przedstawicielem 16. okręgu wyborczego w stanie Kalifornia w Izbie Reprezentantów Stanów Zjednoczonych.